# Hniszów-Kolonia

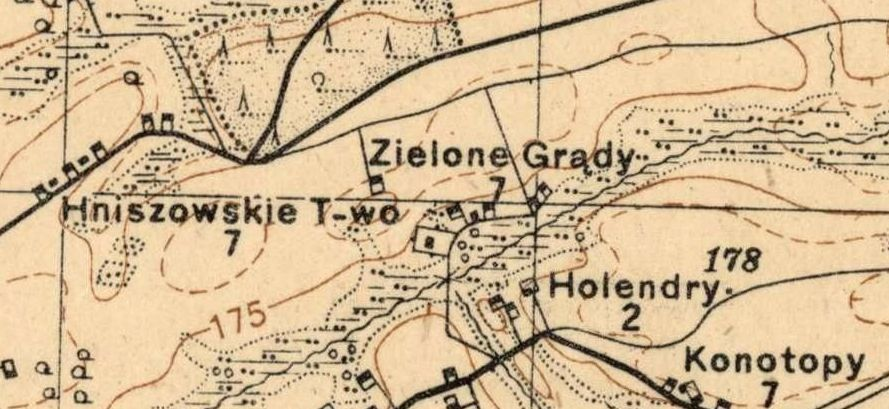
Hniszów Kolonia (Hniszowskie Towarzystwo, Zielone Grądy) na mapie Wojskowego Instytutu Geograficznego z 1931 r.

Hniszów-Kolonia – kolonia w Polsce położona w województwie lubelskim, w powiecie chełmskim, w gminie Ruda-Huta.
Do 1954 r. w składzie gminy Świerże. W latach 1975–1998 miejscowość administracyjnie należała do województwa chełmskiego. 
Według Narodowego Spisu Powszechnego (III 2011 r.) liczyła 38 mieszkańców i była 21. co do wielkości miejscowością gminy Ruda-Huta.
Wierni Kościoła rzymskokatolickiego należą do parafii św. Stanisława i Niepokalanego Serca Najświętszej Maryi Panny w Rudzie-Hucie.

## Historia
Miejscowość powstała z połączenia dwóch mniejszych: Hniszowskie Towarzystwo i Zielone Grądy. Według "Skorowidzu miejscowości Rzeczypospolitej Polskiej" z 1924 r. Zielone Grądy były osadą leśną, a kolonie posiadające w nazwie określenie "Towarzystwo" powstały po 1919 r. na drodze wewnętrznej kolonizacji byłego rosyjskiego Banku Włościańskiego (Dz.U.19.14.156). Miejscowość wymieniona na mapie Józefa Michała Bazewicza (ilustrowany atlas Królestwa Polskiego z 1907 r.) jako Kolonia Gniszów. Według spisu powszechnego z 30 września 1921 r. Hniszów Kolonię zamieszkiwały 34 osoby deklarujące się jako Polacy wyznania prawosławnego, a Zielone Grądy 84 osoby, z których 67 deklarowało narodowość polską, 17 żydowską, 29 wyznanie rzymskokatolickie, 38 prawosławne, 17 mojżeszowe. W 2000 r. miejscowość liczyła 34 mieszkańców.